# Nino Erné
Nino Erné (* 31. Oktober 1921 in Berlin; † 11. Dezember 1994 in Mainz) war ein deutscher Journalist,  Schriftsteller und literarischer Übersetzer.

## Leben
Giovanni Bruno Erné wuchs in Berlin, Mailand und Triest, der Heimatstadt seines Vaters Antonio Luigi Erné (-1946), auf. Seine „halbjüdische“ Mutter Wendeli war Schauspielerin und stammte aus Hamburg, sie war die Schwester des Physikers Hans Reichenbach. Die Eltern zogen 1923 nach Italien und 1928 wieder zurück nach Berlin, wo sie sich trennten, Nino hatte noch eine ältere Schwestern Eva. Nino Erné war Schüler im Landschulheim am Solling, er blieb in der Zeit des Nationalsozialismus als Italiener in Deutschland unbehelligt, studierte in Berlin und München Germanistik, Philosophie und Anglistik und promovierte 1944 mit dem Thema Die schwebende Betonung als Kunstmittel in der Lyrik bei Rainer Maria Rilke. In München lernte er seine erste Frau Beatrice kennen, mit der er 1947 den Sohn Marcel bekam. Nach Ende des Zweiten Weltkriegs versuchte er sich in verschiedenen Brotberufen, so war er eine kurze Zeit als Übersetzer für die US-amerikanische Militärregierung, als Lehrer an der Falckenberg-Schule und als Dramaturg an den Münchner Kammerspielen beschäftigt. 1950 wurde er in Mainz Redakteur der Zeitschrift „Antares“.  In den 1950er Jahren war er Verlagslektor beim Fischer Verlag und beim Verlag  Blüchert in Hamburg. In Aix-en-Provence hatte er für zwei Jahre eine Stelle als Deutschlehrer an der Universität. Inzwischen hatte er seine zweite Frau Tatjana geheiratet. 1959 begann seine Karriere als Fernsehjournalist beim NWDR in Hamburg. 1963 wechselte er zum ZDF und wurde 1966 dessen Korrespondent in Rom. Ab 1973 arbeitete er als verantwortlicher Kulturredakteur in der Hauptredaktion des Senders in Mainz, wo er seitdem auch wohnte. In seiner beruflichen Tätigkeit hat Erné eine Vielzahl von Fernsehproduktionen verantwortet.

## Literarische Arbeit
Ernés erste literarische Veröffentlichung war 1946 ein Gedichtband. Erné hat eine Reihe von Romanen, Novellen und Gedichten, aber auch Essays, Zeitungsfeuilletons und Kritiken geschrieben, ohne einen besonders großen Widerhall bei der Kritik zu finden, zumal er vorwiegend beim Bertelsmann Lesering verlegt wurde. Zusätzlich war Erné literarischer Übersetzer ins Deutsche: aus dem Französischen von Honoré de Balzac, André Maurois und Georges Brassens, aus dem Englischen von  Oscar Wilde und Arthur Conan Doyle, aus dem Italienischen von Leonardo Sciascia, Carlo Collodi, Riccardo Bacchelli, Italo Calvino, Pier Paolo Pasolini  und Dino Buzzati.
„Kunst der Novelle“ ist eine von Erné zuerst 1956 veröffentlichte Novelle über diese literarische Form, die eine Zeit an germanistischen Seminaren der Universitäten als Lektüre eingeführt war.
Erné arbeitete auch unter dem Namen Gur Bland.

## Ehrungen
Bei der Verleihung des Roswitha-Preises 1981 war Erné gebeten worden, die Laudatio auf Hilde Spiel zu halten.
In Mainz erhielt Erné 1979 den Kunstpreis Rheinland-Pfalz, 1986 die Gutenbergplakette der Stadt Mainz  und 1991 den Hannes-Gaab-Teller, Frankreich ernannte ihn 1987 zum Chevalier dans l’ordre des palmes académiques. Das Düsseldorfer Heinrich-Heine-Institut verwahrt Ernés literarischen Nachlass.

## Schriften (Auswahl)
- Der sinnende Bettler. Gedichte, Karlsruhe : Stahlberg, 1946
- Kunst der Novelle, Wiesbaden : Limes, 1956 (1961, 1995)
- Junger Mann in der Stadtbahn. 13 stories, München 1959
- Das Ideal und das Leben. Essays, Hamburg 1960
- Monolog des Froschkönigs. Novelle, Wiesbaden 1966
- Murmelpoeme. Gedichte, Ahrensburg 1967
- Italien süß und sauer. Essays, München 1975
- Nachruf auf Othello. Roman, München 1976
- Liebeserklärung an eine Stadt. Ein Gedicht, Mainz 1978
- Kellerkneipe und Elfenbeinturm. Roman, München 1979
- Fahrgäste. Geschichten aus vier Jahrzehnten, München 1981
- Rom. Ein Tag – eine Nacht. Roman, Karlsruhe 1982
- Kinder des Saturn. Drei Novellen. Stuttgart 1987
- Donna Annas Beichte. Eine Novelle, Hannover 1991
- Von der Mainzer Freundlichkeit, Mainz 1991
- Alter Mann in Manhattan, Paderborn 1994
- Der weiße Pavillon. Roman, Paderborn 1995
- Weisse, schwarzgemusterte Flügel : aus den Tagebüchern, Bramsche : Rasch 1986
- Nino Erné: Memories of Uncle Hans in: Maria Reichenbach, Robert S. Cohen (Hrsg.): Hans Reichenbach. Selected writings: 1909-1953, Reidel, Dordrecht 1978